# Tramea eurybia
Tramea eurybia är en trollsländeart. Tramea eurybia ingår i släktet Tramea och familjen segeltrollsländor.

## Underarter
Arten delas in i följande underarter:
- T. e. eurybia
- T. e. monticola